# Sysol'skij rajon
Il Sysol'skij rajon è un rajon (distretto) della Repubblica dei Komi, nella Russia settentrionale. Il capoluogo è il villaggio di Vizinga.